# Clemente Rodríguez
Clemente Juan Rodríguez,[carece de fontes?] mais conhecido como Clemente Rodríguez (Buenos Aires, 31 de julho de 1981), é um ex-futebolista argentino que jogava como lateral, tanto na esquerda, quanto na direita.
Clemente Rodríguez é o jogador argentino que mais jogos disputou na Copa Libertadores, com 82 aparições, tendo também sido campeão olímpico em 2004 pela Seleção Argentina.

## Carreira
Estreou na primeira divisão jogando pelo Boca Juniors no dia 10 de dezembro de 2000 em uma derrota contra o Chacarita Juniors. Ganhou varios titulos com o time porteño (Torneo Apertura 2000, Copa Libertadores 2001, Torneo Apertura 2003, Copa Libertadores 2003, Copa Intercontinental 2003). Foi contratado pelo Estudiantes de La Plata após o clube ser campeão da Copa Libertadores da América em 2009 e depois foi o vice campeão do Mundial de Clubes da FIFA perdendo na prorrogação para o Barcelona. Em junho de 2010, Clemente retornou ao Boca Juniors.

### São Paulo
Em junho de 2013, o clube argentino decidiu não renovar o contrato com o jogador, e logo em seguida, Clemente Rodríguez foi anunciado no São Paulo com um contrato de dois anos.. Em sua estreia pelo tricolor paulista em 10 de Julho, Rodríguez foi expulso no segundo tempo, na derrota de virada para o Bahia por 2x1 no Morumbi.
Com as boas atuações de Reinaldo na excursão do clube à Europa e ao Japão, Clemente Rodríguez perdeu a titularidade, status com o qual chegara ao Brasil, época na qual a diretoria procurava preencher uma lacuna deixada em aberto pela contusão de Thiago Carleto e pelas maus desempenhos de Juan. Assim sendo, em 15 de agosto, no empate são-paulino diante do Atlético-PR por 1 a 1, Rodríguez atuou como lateral-direito, na vaga do suspenso Douglas.
Mesmo não tendo sido aproveitado pelo novo técnico são-paulino, Muricy Ramalho, e de, consequentemente, ter se afastado das convocações à Argentina, Rodríguez tem se dito feliz no Brasil. Apesar disso, a diretoria ainda não se pronunciou sobre uma renovação e, em 7 de abril de 2014, foi afastado do time pela comissão técnica atual do São Paulo. O titular absoluto da posição é o uruguaio Álvaro Pereira, tendo como reserva imediato Reinaldo.

### Cólon
O jogador de 33 anos e ídolo do Boca Juniors, finalmente, conseguiu deixar o time do Morumbi para acertar o retorno ao seu país-natal: o Colón é quem o contratou.

## Títulos
Boca Juniors
- Campeonato Argentino: 2000 Apertura, 2003 Apertura e 2011 Apertura
- Copa Libertadores da América: 2001, 2003 e 2007
- Copa Intercontinental: 2003
- Copa Argentina: 2011-12

Seleção Argentina
- Jogos Olímpicos: 2004

### Individuais
- Seleção da Copa Libertadores: 2012